# 본나나로
본나나로(Bonnanaro, 사르데냐어: Bunnànnaru)는 이탈리아의 사르데냐 지역 사사리도에 있는 코무네이다. 칼리아리 북쪽으로 약 150 킬로미터 (93 mi) 떨어진 곳에, 사사리 (사르데냐) 남동쪽으로 약 30 킬로미터 (19 mi) 떨어진 곳에 위치한다.

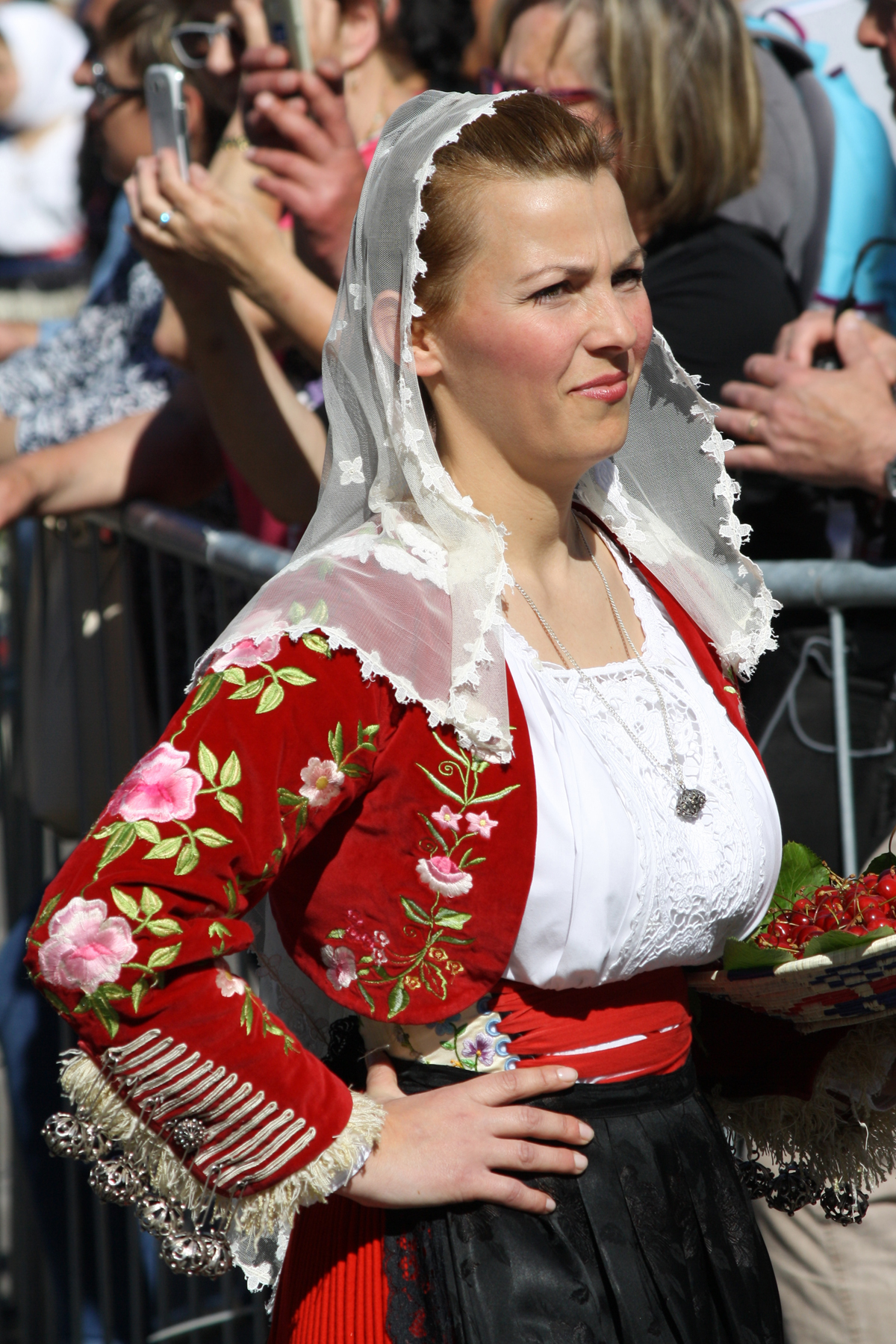
본나나로의 여성 전통 의상.

본나나로는 다음 코무네와 접한다: 베수데, 보루타, 모레스, 실리고, 토랄바.